# 科索沃建交列表

承认科索沃（科索沃和梅托希亚自治省）独立的国家地图（As of 27 April 2025,）
科索沃和梅托希亚自治省
承认科索沃独立的国家
尚未承认科索沃独立的国家
曾經承認科索沃独立，但又撤回的国家

科索沃的外交事務由科索沃外交部負責。目前的科索沃外交部長為多尼卡·格尔瓦拉-施瓦茨。2008年2月17日，科索沃議會单方面宣佈科索沃共和国成立，正式脫離塞爾維亞。虽遭到塞尔维亚政府反对，还是有大批国家陆续承认科索沃并与其建交。由于俄罗斯、中华人民共和国等国反对科索沃独立，并视科索沃为塞尔维亚的一个自治省，科索沃迄今未能加入联合国，也未能被国际社会普遍承认，使得科索沃对外建交有诸多受限。2017年2月科索沃共和國的国际承认曾一度达到顶峰，获得115个政治实体（包括111个联合国会员国）的承认，并与92国建交。但在塞尔维亚的外交压力下，已經有所减少。目前（2020年9月；數據來自外交部）有97個聯合國會員國（占比50.26%），以及中華民國、馬爾他騎士團、庫克群島、紐埃的外交承認，其中包括欧洲联盟27国中22国的承认（占比81%），NATO30国中26国的承认（占比87%），以及伊斯兰合作组织（OIC）57国中34国的承认（占比60%），以上都是該國有權參與的組織。

## 建交国家列表

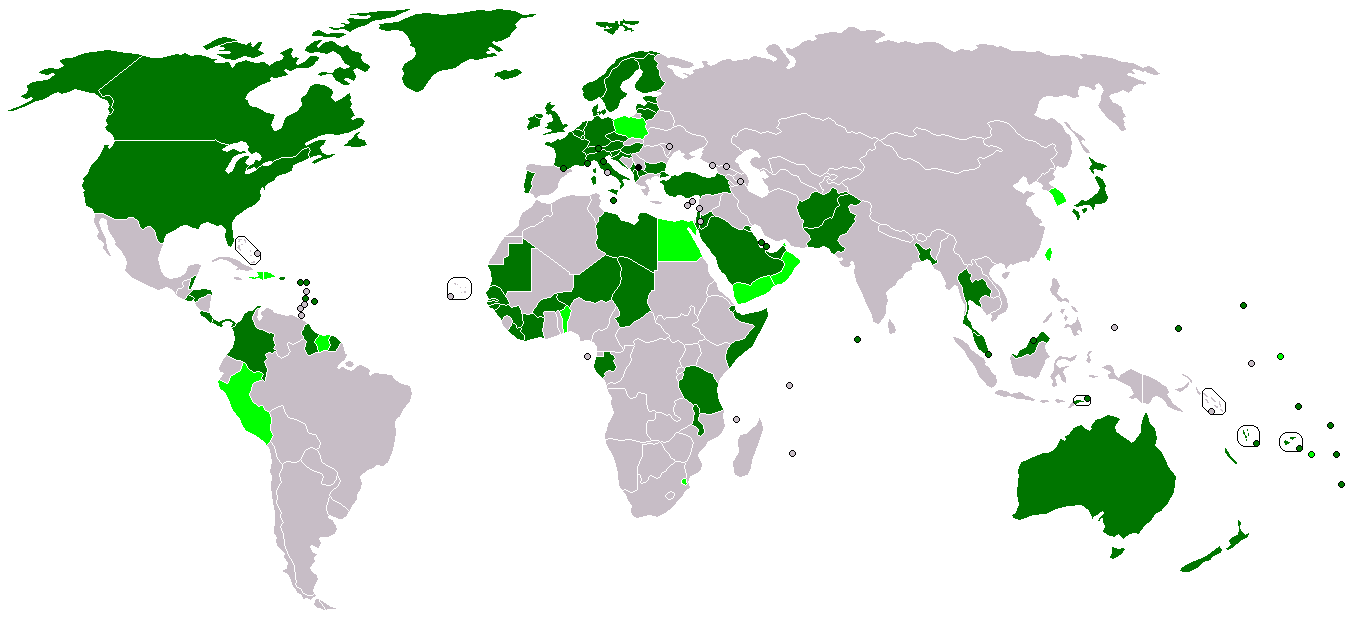
科索沃外交概览
承认科索沃共和国并建交的国家
虽承认科索沃共和国但未建交的国家

雖然科索沃仍未能加入聯合國，并有18个国家撤回了对科索沃共和国的外交承认（其中九国断交），但科索沃現時仍獲98个政治实体的正式承認，并且其中一些国家已於該國設立大使館，截至2020年3月，科索沃與88個國家保持外交關係，並派出25位大使進駐26個国家的大使館。

### 美洲地區
| 國家           | 承認日期       | 建交日期       |
| -------------- | -------------- | -------------- |
| 安地卡及巴布達 | 2015年5月20日  | 2019年7月24日  |
|                | 2015年2月16日  | 2018年3月9日   |
|                | 2008年8月7日   | 2016年4月30日  |
| 加拿大         | 2008年3月18日  | 2009年4月7日   |
| 哥伦比亚       | 2008年8月6日   | 2019年3月3日   |
|                | 2008年2月18日  | 2013年9月23日  |
| 薩爾瓦多       | 2013年6月29日  | 2014年10月18日 |
|                | 2013年3月16日  | 2013年6月13日  |
|                | 2010年9月3日   | 2010年12月2日  |
| 巴拿马         | 2009年1月16日  | 2013年8月27日  |
| 圣基茨和尼维斯 | 2012年11月27日 | 2016年3月5日   |
| 圣卢西亚       | 2011年8月19日  | 2019年3月26日  |
| 美国           | 2008年2月18日  | 2008年2月18日  |

### 亞洲地區
| 國家         | 承認日期       | 建交日期       |
| ------------ | -------------- | -------------- |
| 阿富汗       | 2008年2月18日  | 2013年6月17日  |
| 巴林         | 2009年5月19日  | 2014年3月12日  |
|              | 2017年2月27日  | 2018年2月16日  |
|              | 2012年4月25日  | 2017年2月20日  |
| 以色列       | 2020年9月4日   | 2021年2月1日   |
| 日本         | 2008年3月18日  | 2009年2月25日  |
| 约旦         | 2009年7月8日   | 2013年6月5日   |
| 科威特       | 2011年10月11日 | 2013年1月16日  |
| 马来西亚     | 2008年10月30日 | 2011年3月23日  |
| 馬爾地夫     | 2009年2月19日  | 2009年4月16日  |
| 巴基斯坦     | 2012年12月24日 | 2013年1月27日  |
|              | 2011年1月4日   | 2011年1月7日   |
| 沙烏地阿拉伯 | 2009年4月20日  | 2009年8月7日   |
| 新加坡       | 2016年12月1日  | 2016年12月1日  |
| 泰國         | 2013年9月24日  | 2013年11月22日 |
| 东帝汶       | 2012年11月9日  | 2022年3月9日   |
| 阿联酋       | 2008年10月14日 | 2010年4月27日  |

### 歐洲地區
| 國家         | 承認日期       | 建交日期       |
| ------------ | -------------- | -------------- |
| 阿尔巴尼亚   | 2008年2月18日  | 2008年2月18日  |
| 安道尔       | 2011年6月8日   | 2011年9月14日  |
| 奥地利       | 2008年2月28日  | 2008年3月20日  |
| 比利时       | 2008年2月24日  | 2008年4月10日  |
| 保加利亚     | 2008年3月20日  | 2008年5月27日  |
|              | 2008年3月19日  | 2008年6月30日  |
| 捷克         | 2008年5月11日  | 2008年6月16日  |
| 丹麦         | 2008年2月21日  | 2008年3月6日   |
| 爱沙尼亚     | 2008年2月21日  | 2008年4月24日  |
| 芬兰         | 2008年3月7日   | 2009年2月2日   |
| 法國         | 2008年2月18日  | 2008年2月18日  |
| 德国         | 2008年2月20日  | 2008年2月27日  |
| 匈牙利       | 2008年3月19日  | 2008年6月27日  |
| 冰島         | 2008年3月5日   | 2012年5月15日  |
| 愛爾蘭       | 2008年2月29日  | 2008年11月11日 |
| 義大利       | 2008年2月21日  | 2008年5月15日  |
| 拉脫維亞     | 2008年2月20日  | 2008年6月10日  |
| 列支敦斯登   | 2008年3月25日  | 2012年6月28日  |
| 立陶宛       | 2008年5月6日   | 2008年9月1日   |
| 盧森堡       | 2008年2月21日  | 2011年6月16日  |
| 馬爾他       | 2008年8月21日  | 2011年9月22日  |
| 摩納哥       | 2008年3月19日  | 2008年3月19日  |
| 蒙特內哥羅   | 2008年10月9日  | 2010年1月15日  |
| 荷蘭         | 2008年3月4日   | 2008年6月27日  |
| 北馬其頓     | 2008年10月9日  | 2009年10月17日 |
| 挪威         | 2008年3月28日  | 2008年10月25日 |
| 葡萄牙       | 2008年10月7日  | 2011年11月14日 |
| 圣马力诺     | 2008年5月11日  | 2012年5月3日   |
| 斯洛維尼亞   | 2008年3月5日   | 2008年5月15日  |
| 瑞典         | 2008年3月4日   | 2008年3月28日  |
| 瑞士         | 2008年2月27日  | 2008年2月28日  |
| 土耳其       | 2008年2月18日  | 2008年2月18日  |
| 英国         | 2008年2月18日  | 2008年2月18日  |
| 馬爾他騎士團 | 2009年10月26日 |                |

### 非洲地區
| 國家       | 承認日期       | 建交日期       |
| ---------- | -------------- | -------------- |
| 布吉納法索 | 2008年4月24日  | 2012年12月6日  |
|            | 2012年6月1日   | 2018年5月27日  |
|            | 2011年9月20日  | 2016年8月24日  |
|            | 2010年5月12日  | 2013年3月22日  |
| 加彭       | 2011年9月15日  | 2014年3月5日   |
|            | 2009年4月9日   | 2016年9月23日  |
|            | 2012年1月26日  | 2012年10月4日  |
| 几内亚     | 2011年8月16日  | 2020年2月20日  |
| 利比里亚   | 2008年5月30日  | 2018年5月27日  |
| 利比亞     | 2013年9月25日  | 2014年5月14日  |
| 马拉维     | 2009年12月16日 | 2016年7月20日  |
| 毛里塔尼亚 | 2010年1月13日  | 2016年2月10日  |
| 尼日尔     | 2011年8月16日  | 2013年1月25日  |
|            | 2011年1月10日  | 2018年6月19日  |
| 塞内加尔   | 2008年2月19日  | 2014年2月15日  |
|            | 2008年6月13日  | 2015年11月24日 |
|            | 2010年5月19日  | 2015年6月6日   |
| 坦桑尼亚   | 2013年5月29日  | 2014年4月2日   |

### 大洋洲地區
| 國家             | 承認日期       | 建交日期       |
| ---------------- | -------------- | -------------- |
|                  | 2008年2月19日  | 2008年5月21日  |
| 斐济             | 2012年11月22日 | 2013年2月13日  |
| 马绍尔群岛       | 2008年4月17日  | 2013年10月27日 |
| 密克羅尼西亞聯邦 | 2008年12月5日  | 2013年9月19日  |
| 新西兰           | 2009年11月9日  | 2009年11月11日 |
| 帛琉             | 2009年3月6日   | 2017年8月23日  |
| 萨摩亚           | 2008年9月15日  | 2017年3月10日  |
|                  | 2014年1月17日  | 2024年4月17日  |
|                  | 2010年11月19日 | 2019年3月23日  |
|                  | 2010年4月28日  | 2010年9月23日  |
| 纽埃             | 2015年6月23日  |                |
| 庫克群島         | 2015年5月18日  |                |

### 斷交
自2017年起，塞爾維亞政府加強了對第三世界的外交活動，至今已有19個國家因此宣布撤回其當初對科索沃共和國的外交承認，其中有8國同時與科索沃斷交。
| 國家       | 承認日期       | 建交日期       | 撤销承认/断交日期 |
| ---------- | -------------- | -------------- | ----------------- |
| 多米尼克   | 2012年12月11日 | 2012年12月12日 | 2018年11月2日     |
| 格瑞那達   | 2013年9月25日  | 2013年9月25日  | 2018年11月4日     |
|            | 2009年5月19日  | 2015年6月6日   | 2018年11月1日     |
| 多哥       | 2014年7月2日   | 2014年7月21日  | 2019年6月17日     |
| 瑙鲁       | 2008年4月23日  | 2008年4月23日  | 2019年11月13日    |
| 所罗门群岛 | 2014年8月13日  | 2015年4月28日  | 2018年11月28日    |